# Barzowice
Barzowice is een plaats in het Poolse district  Sławieński, woiwodschap West-Pommeren. De plaats maakt deel uit van de gemeente Darłowo en telt 278 inwoners.